# Guillem Gonzaga
Guillem Gonzaga o Guillem I de Màntua (Màntua, 24 d'abril del 1538 – Goito, 14 d'agost del 1587) fou duc de Màntua i marquès de Montferrat del 1550 fins a la seva mort. Durant aquest temps el Marquesat de Montferrat fou elevat a la categoria de ducat, potser un afavoriment personal pel fet de ser gendre de l'emperador Ferran I del Sacre Imperi Romanogermànic.

## Família
Guillem era fill del duc de Màntua Frederic II i de la marquesa de Montferrat Margarida Paleòloga. Guillem Gonzaga es va casar el 26 d'abril del 1561 amb Elionor d'Àustria, filla de l'emperador Ferran I del Sacre Imperi Romanogermànic. Van tenir tres fills:
- Vicenç (1562-1612), duc de Màntua i de Montferrat;
- Margarida (1564 – 1618), casada amb Alfons II d'Este, duc de Ferrara;
- Anna Caterina Gonzaga (1566 – 1621), casada amb el seu oncle Ferran II d'Habsburg, de Tirol i Àustria Anterior.

## Regnat
Tenia només 5 anys quan va morir el seu pare i el seu germà Francesc en tenia 7. Francesc va succeir al seu pare, sota la regència de la mare i dels seus oncles Ercole i Ferran. Francesc va morir jove, i sense haver tingut descendència, el 21 de febrer del 1550. Llavors Guillem va assumir els govern i els títols del seu germà. Els seus tutors però, van tenir un moment de dubte: per una malformació en els ossos de l'esquena que el feia ser geperut, es va proposar que la successió passés al germà Lluís, però aquest estava a França assumint l'herència de la seva àvia, i els tutors finalment es van decidir per acceptar Guillem.
Va ser un bon administrador dels seus dominis, mecenes de les arts, compositor d'obres musicals i col·leccionista d'obres d'art. Va ser un polític astut i sagaç, capaç de romandre independent de les potències de l'època (el Papat, l'Imperi, potències com Espanya i França). Durant el seu govern els seus estats van viure prosperitat: va augmentar la producció agrícola i industrial; va intensificar el comerç; Màntua, el 1567, tenia 46.000 habitants. Es va preocupar del seu exèrcit que va necessitar en diverses ocasions per reprimir les tendències autonomistes. El 1569 va haver de reprimir amb duresa la revolta de Casale, ciutat que volia ser independent. El 3 d'octubre el duc va escapar de Casale quan va descobrir un complot que havien ordit per assassinar-lo. Tot seguit Guillem, mitjançant un enviat especial, Teodor Sangiorgio, va demanar al papa que retirés del seu càrrec l'inquisidor Camillo Campeggio, per les protestes populars que havia causat la rigidesa de la seva actuació. Els ciutadans, es van prendre la justícia per la mà i, entrant de nit, van matar tres frares inquisidors.
El 1571 el duc va anar de visita a Venècia, i va acordar amb aquesta ciutat la recíproca extradició de criminals. El 1573 el Marquesat de Montferrat fou elevat per l'emperador a la categoria de ducat i fou coronat a Màntua, a més va rebre el Marquesat de Gazzuolo. El 1575 va obtenir la concessió de l'emperador per modificar l'escut heràldic dels Gonzaga: les àguiles van passar d'estar a la dreta amb el cap baix a estar centrades amb el cap alçat.
Del seu mecenatge de les arts, destaca l’encàrrec de vuit pintures enaltint els assoliments de la casa de Gonzaga en els segles XV i XVI. Les obres, conegudes com el cicle Gonzaga,  foren executades entre 1579 i 1580 per Tintoretto i altres artistes del seu taller, i passaren a formar part de la col·lecció Gonzaga.
El 1586 va acollir a la seva cort el poeta Torquato Tasso, que havia estat pres a Ferrara pel seu gendre el duc Alfons II d'Este durant les seves noces. Entre altres visitants il·lustres a la seva cort està l'arribada d'Enric III de Valois, que anava de viatge a París per ser coronat després de la mort del rei Carles IX. El monarca va arribar en una barcassa a Màntua el 1574, procedent de Venècia, i va anar cap al palau acompanyat de tres mil mosqueters, on va rebre una extraordinària hospitalitat.
Guillem va fer construir la Basílica Palatina de Santa Barbara i les residències a Marmirolo i a Goito (Vil·la Moschini).
Guillem Gonzaga va morir el 14 d'agost del 1587 a Goito i el dissabte següent el cos va ser portat en una llitera a Màntua, acompanyat de la guàrdia del duc. El dimarts següent el seu cos va ser ficat en un taüt adornat amb brocat d'or, amb dos coixins a sobre sobre els que estava el seu retrat. El taüt va ser col·locat en un fèretre amb moltes torxes enceses; el funeral va començar a la mitjanit i va durar fins a les tres de la matinada.
| Diferències entre els escuts heràldics dels Gonzaga                | Diferències entre els escuts heràldics dels Gonzaga                  |
| ------------------------------------------------------------------ | -------------------------------------------------------------------- |
|                                                                    |                                                                      |
| Posició de les àguiles mirant cap a l'esquerra, anterior a Guillem | Posició de les àguiles mirant cap al centre, de l'època de Vicenç I. |